# John Carver (guvernér)
John Carver (před rokem 1584, Leiden, Nizozemsko – duben 1621, Plymouth, Massachusetts) přijel do Severní Ameriky na lodi Mayflower spolu s dalšími cestujícími, kteří opouštěli Anglii před náboženským pronásledováním za vlády krále Jakuba I. Stuarta. Osadníci se usadili na území dnešního města Plymouth v Massachusetts. Později se Carver stal prvním guvernérem kolonie v Plymouthu, jeho tajemníkem byl John Howland, který s ním přicestoval na stejné lodi.

## Životopis
O jeho předcích nebo raném rodinném životě je málo známo. Jeremy Bangs poznamenává, že Carver a jeho manželka Mary byli členy valonské (kalvinistické) náboženské komunity v Leidenu v Nizozemsku od 8. února 1609. Valonská komunita v Nizozemsku prchala před náboženským pronásledováním ve své domovině ve Španělském Nizozemí (nyní území rozdělené mezi Belgii a Francii), stejně jako puritánští separatisté, kteří přišli do Nizozemska z Anglie kolem roku 1607 ze stejného důvodu.
Carver byl jáhnem v Leidenu kolem roku 1609, to mu bylo okolo 25 let. Z toho lze usoudit, že se narodil před rokem 1584. Záznamy kostela St. Pancras Old v Leidenu uvádějí, že John Carver pohřbil své dítě 10. července 1609. Někdy krátce po smrti dítěte zemřela i jeho manželka Mary de Lannoy. Později se oženil s Katherine White, která byla prominentním členem Leidenské anglikánské separatistické církve, přesné datum svatby však není známo. Pocházela z městečka Sturton le Steeple v Nottinghamshire v Anglii a byla nejstarší dcerou Alexandra Whitea. Poté, co se oženil s Katherinou, daleko více se zapojil do komunity kolem kostela v Leidenu, a sblížil se s puritánem Johnem Robinsonem, manželem její mladší sestry Bridget.

## Příprava na cestu do Nového světa
Carver a Robert Cushman zahájili jednání s představiteli společnosti Virginie Company v Londýně v roce 1617 o území v kolonii Virginie, kde by se mohli usadit a svobodně žít. Obrátili se na Sira Edwina Sandyse, předního zástupce Virginie Company. Museli sepsat dokument pro Council for Virginia (Radu ve Virginii), podepsaný vyššími členy puritánské církve, ve kterém se zavazovali uznávat svrchovanost anglického krále a anglikánské církve.
Za účelem financování cesty lna lodi Mayflower se obrátili budoucí cestující na obchodníka Thomase Westona a další londýnské obchodníky. Ti měli zájem o podporu plavby v naději na zisk. Carver měl za úkol zorganizovat cestu a vyjednat financování s Westonem a Robertem Cushmanem. Cushman byl důležitým londýnským organizátorem plavby lodi Mayflower. V roce 1620 se sešli v Aldgate v Londýně, kde s Westonem jednali o finanční podpoře. Weston najal loď Mayflower a odplul z Londýna do Southamptonu, kde najal další loď, Speedwell pro poutníky z Leidenu. Carver byl v Southamptonu v červnu 1620, nakupoval zásoby pro plavbu na Mayflower, spolu s Christopherem Martinem. Carver byl velmi bohatý a vložil mnoho vlastních peněz do akciové společnosti a do samotné plavby.

## Cesta lodí Mayflower
Carver a jeho manželka Katherine nastoupili na loď Mayflower s pěti svými sluhy a sedmiletým Jasperem Morem, jedním ze čtyř dětí rodiny Morových, který byl svěřen do péče poutníků. Carver byl pravděpodobně zvolen guvernérem ještě na lodi, během cesty přes Atlantik. Loď Mayflower zakotvila na mysu Cape Cod v listopadu 1620 a dokument Mayflower Compact byl podepsán na palubě lodi 11. listopadu. Smlouva byla prvním dokumentem, který zabraňoval chaosu a svévoli jednotlivých osadníků v kolonii Plymouth. Carver je pravděpodobně autorem smlouvy, rozhodně jí jako první podepsal. Poté byl vybrán jako guvernér Plymouth Colony.

## Život v Plymouthu
Loď Mayflower vyplula z Plymouthu v Anglii 6/16 září 1620. (Rozdíl mezi tehdy užívaným kalendářem Juliánským a pozdějším Gregoriánským je 10 dní). Na malé, asi 100 stop dlouhé lodi se tísnilo 102 cestujících v extrémně stísněných podmínkách. Druhý měsíc plavby byla loď postižena silnými vichřicemi, lodní trámy nedokázaly udržet mořskou vodu, a cestující leželi mokří a nemocní. Kombinace krutých podmínek, špatného jídla, kterého byl nedostatek a nehygienických podmínek po dobu několika měsíců, bylo pro mnoho lidí, zejména pro většinu žen a dětí, fatální. První zima v Plymouth Colony byla nesmírně obtížná, protože kolonisté velmi trpěli nedostatkem přístřeší, nemocemi, jako jsou kurděje, a jejich zdravotní stav byl špatný následkem těžkých podmínek na lodi. Téměř polovina cestujících z Mayflower během několika měsíců zemřela. První závěť v Nové Anglii napsal William Mullins. Dokument sepsal jeho jménem Carver, zatímco Mullins umíral. Jako poslední vůli a závěť Mullinse ji podepsal Carver, kapitán Mayflower Christopher Jones a lodní chirurg Giles Heale. Je to jediná známá kopie Carverova podpisu.
22. března 1621 guvernér Carver a vůdce indiánského kmene Wampanoagu Massasoit vypracovali smlouvu o míru a vzájemné ochraně. Tato smlouva platila více než půl století.
Carver zemřel v dubnu nebo květnu 1621, ve věku 56 let, a jeho manželka zemřela o pět nebo šest týdnů později. Neměli žádné známé přeživší potomky.

## Smrt
Carver pracoval na svém poli v horkém dni v dubnu 1621, postěžoval si na bolest hlavy. Vrátil se do svého domu, lehl si a brzy upadl do kómatu. Zemřel během několika dní, krátce po 5. dubnu 1621. Do funkce guvernéra byl po Carvertově smrti byl zvolen William Bradford. Ten se právě zotavoval z nemoci, a tak jej v té době zastupoval Isaac Allerton jako jeho zástupce. Po všech uspěchaných pohřbech bez obřadu jak byly prováděny celou zimu, si osadníci přáli pohřbít guvernéra s co největší úctou. Bradford napsal v dubnu 1621:
Byl pohřben nejlépe jak jsme dokázali, s výstřely ze všech zbraní; jeho manželka, která byla tou dobou už velmi slabá, zemřela pět nebo šest týdnů po něm.

Carver byl pohřben na hřbitově Coles Hill v Plymouthu.

## Guvernéři kolonie Plymouth
| Jméno               | Datum od/do | Jméno              | Datum od/do |
| ------------------- | ----------- | ------------------ | ----------- |
| 1. John Carver      | 1620        | 8. Thomas Prence   | 1638        |
| 2. William Braford  | 1621–1632   | 9. William Braford | 1639–1643   |
| 3. Edward Winslow   | 1633        | 10. Edward Winslow | 1644        |
| 4. Thomas Prence    | 1634        | 11.William Braford | 1645–1656   |
| 5. William Bradford | 1635        | 12. Thomas Prence  | 1657–1672   |
| 7.William Bradford  | 1637        | 14. Josiah Winslow | 1680–1692   |